# 恋のKNOW-HOW
「恋のKNOW-HOW」（こいのノウハウ）は、1984年2月21日に発売された松本伊代の10枚目のシングル。

## 解説
- 作詞・作曲は、前作「時に愛は」に引き続き尾崎亜美が手掛けている。
- 「ザ・ベストテン」（1984年3月15日出演）と週間オリコンチャートのTOP10にランクインしたのは、現時点で本楽曲が最後となっている。

## 収録曲
- 両楽曲共に、作詞・作曲：尾崎亜美／編曲：小林信吾

1. 恋のKNOW-HOW [3:51]
2. NOT FOR SALE [4:55]

## カバー
- 尾崎亜美 - アルバム『POINTS-2』に収録（1986年3月5日発売）。作詞・作曲を手掛けた尾崎亜美のセルフカバーだが、尾崎版は英語訳となっており、タイトルも『Know How』となっている。